# Чатир-Даг (гірський хребет)

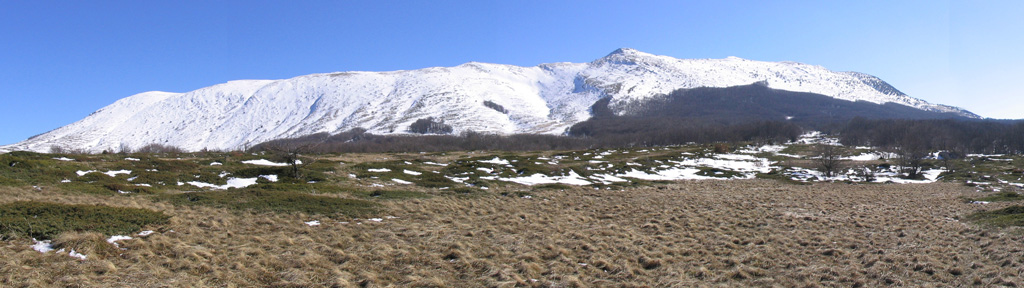
Хребет Чатир-Даг — вид з нижнього плато.

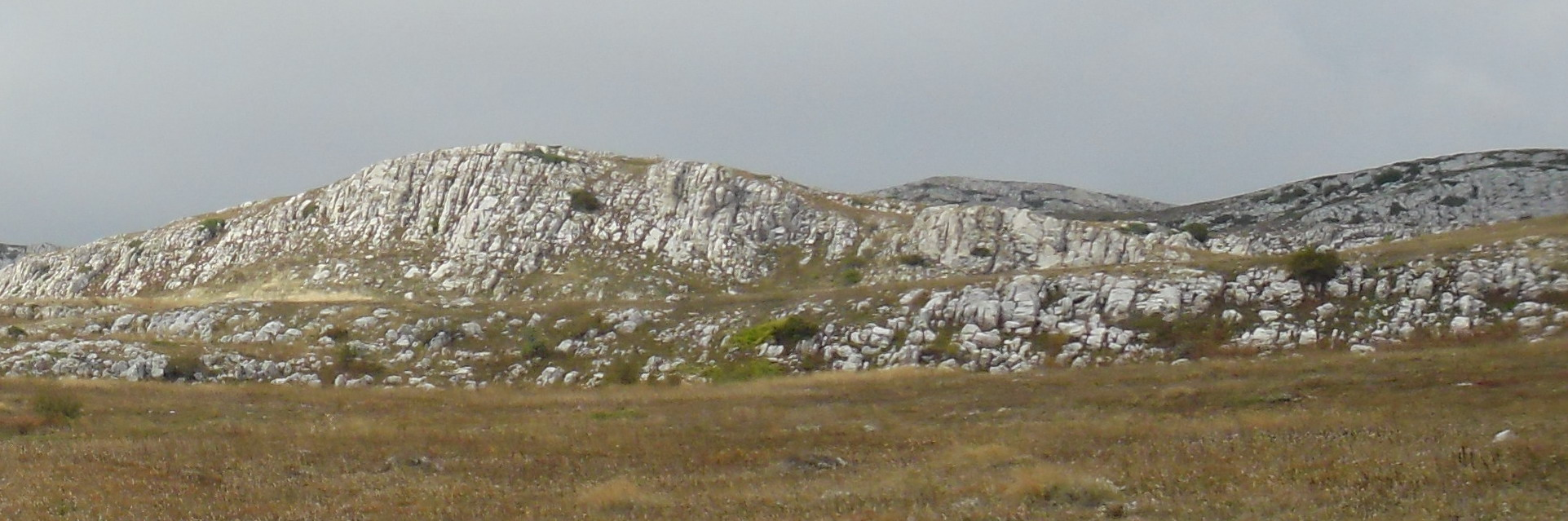
Фрагмент Хребта Чатир-Даг. Вид з півдня.

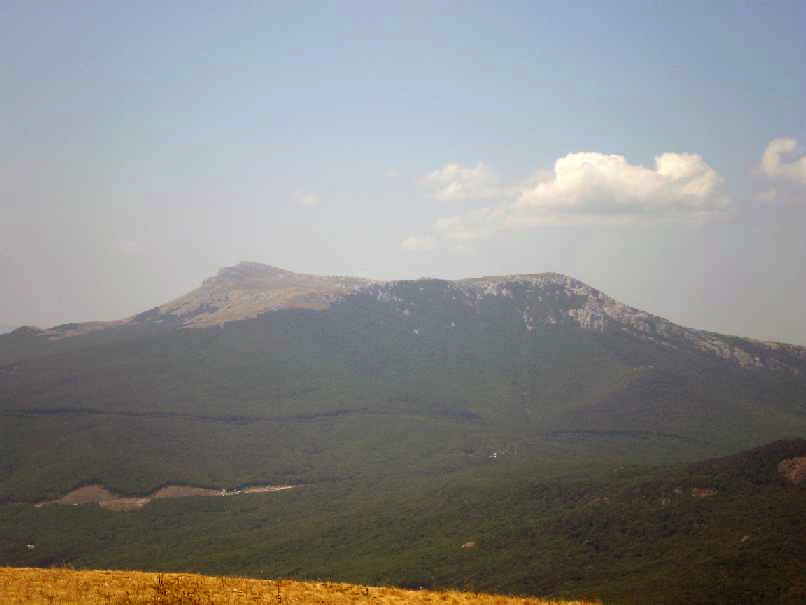
Хребет Чатир-Даг — вид з гори Демерджі. Крайня вершина ліворуч — г. Еклізі-Бурун.

Гірський хребет Чатир-Даг — гірський хребет, розташований на верхньому плато плоскогір'я Чатир-Даг в Криму у центральній частині Кримського півострова, в 10 км від моря. Найбільша вершина хребта — г. Еклізі-Бурун (1527 м). Складений вапняками.
Хребет Чатир-Даг — п'ятий за висотою в Криму, належить до Головної гряди Кримських гір.
У геологічній історії Криму виділився в результаті ерозії від Бабугана річками Улу-Узень і Альма, від Демерджі і Долгоруківської яйли річкою Ангара.